# Lauren Gibbs
Lauren Gibbs (Los Angeles, 2 marzo 1984) è una bobbista statunitense, medaglia d'argento olimpica a Pyeongchang 2018 e vincitrice del titolo mondiale nel bob a due ad Altenberg 2020.

## Biografia
Durante il college, Lauren Gibbs ha praticato la pallavolo, il calcio e l'atletica leggera, cimentandosi in quest'ultima disciplina nelle specialità del mezzofondo veloce.

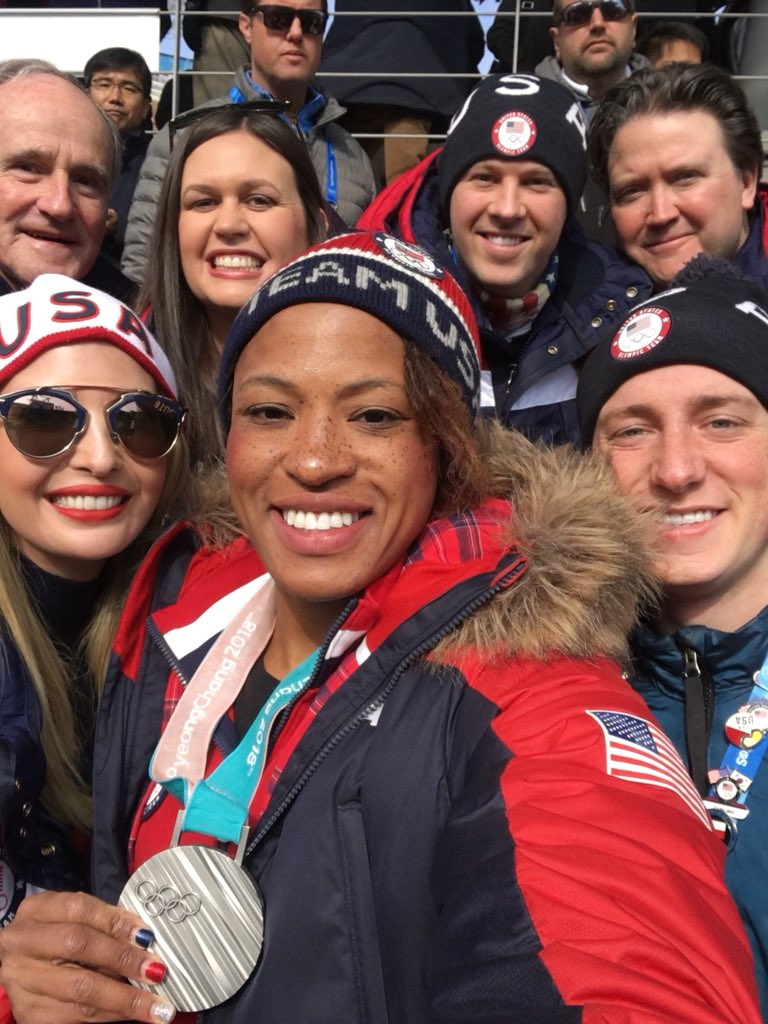
Lauren Gibbs (al centro) con la medaglia d'argento vinta a nel bob a due

Compete professionalmente dal 2014 come frenatrice per la squadra nazionale statunitense. Debuttò in Coppa Nordamericana a novembre del 2014 e in Coppa del Mondo il 13 dicembre 2014 a Lake Placid, alle prime gare della stagione 2014/15, occasione in cui conquistò anche il suo primo podio nel bob a due in coppia con Jamie Greubel-Poser. Vinse la sua prima gara il 7 febbraio 2016 a Sankt Moritz, nel bob a due in coppia con Elana Meyers-Taylor.
Ha partecipato ai Giochi olimpici invernali di Pyeongchang 2018, vincendo la medaglia d'argento nel bob a due in coppia con Elana Meyers-Taylor.

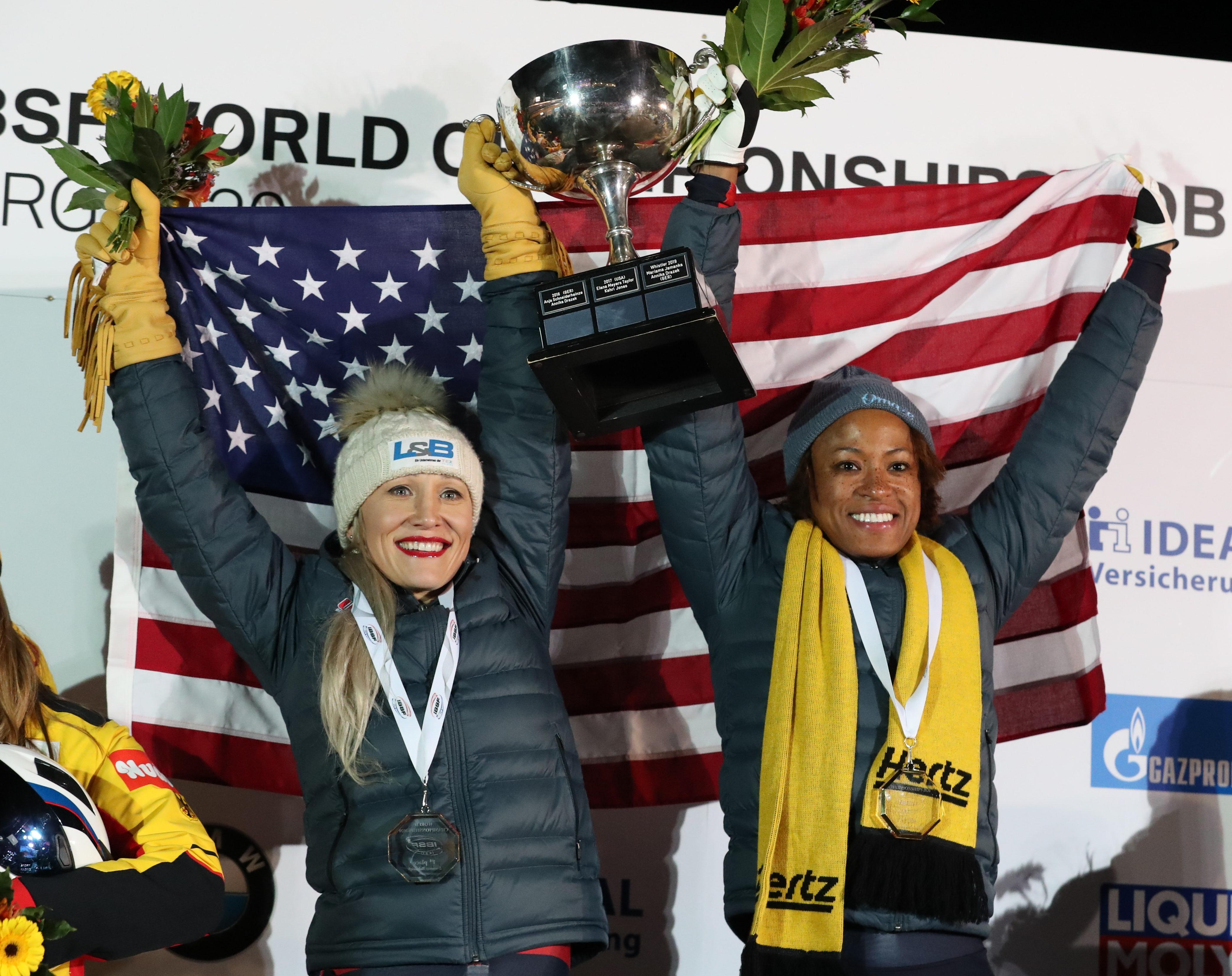
Lauren Gibbs (a destra) e Kaillie Humphries sollevano il trofeo di campionesse del mondo vinto ad Altenberg 2020

Prese inoltre parte a cinque edizioni dei campionati mondiali conquistando un totale di due medaglie, delle quali una d'oro. Nel dettaglio i suoi risultati nelle prove iridate sono stati, nel bob a due: quinta a Winterberg 2015, medaglia di bronzo a Igls 2016 in coppia con Elana Meyers-Taylor, dodicesima a Schönau am Königssee 2017, quinta a Whistler 2019 e medaglia d'oro ad Altenberg 2020 in coppia con Kaillie Humphries; nella gara a squadre: settima a Winterberg 2015 e medaglia di bronzo a Igls 2016.

## Palmarès

### Olimpiadi
- 1 medaglia:
  - 1 argento (bob a due a Pyeongchang 2018)

### Mondiali
- 2 medaglie:
  - 1 oro (bob a due ad Altenberg 2020);
  - 1 bronzo (bob a due a Igls 2016).

### Coppa del Mondo
- 18 podi (tutti nel bob a due):
  - 6 vittorie;
  - 4 secondi posti;
  - 8 terzi posti.

#### Coppa del Mondo - vittorie
| Data             | Luogo        | Paese       | Disciplina                             |
| ---------------- | ------------ | ----------- | -------------------------------------- |
| 6 febbraio 2016  | Sankt Moritz | Svizzera    | a due con Elana Meyers-Taylor (pilota) |
| 17 novembre 2017 | Park City    | Stati Uniti | a due con Jamie Greubel-Poser (pilota) |
| 26 gennaio 2019  | Sankt Moritz | Svizzera    | a due con Elana Meyers-Taylor (pilota) |
| 7 dicembre 2019  | Lake Placid  | Stati Uniti | a due con Kaillie Humphries (pilota)   |
| 14 dicembre 2019 | Lake Placid  | Stati Uniti | a due con Kaillie Humphries (pilota)   |
| 1º febbraio 2020 | Sankt Moritz | Svizzera    | a due con Kaillie Humphries (pilota)   |

### Circuiti minori

#### Coppa Nordamericana
- 4 podi (tutti nel bob a due):
  - 1 vittoria;
  - 1 secondo posto;
  - 2 terzi posti.